# Ель Максимовича
Ель Максимо́вича (лат. Pícea maximówiczii) — вечнозелёное дерево; вид рода Ель семейства Сосновые.

## История открытия
Обнаружена в диком виде в 1865 году  на склонах Фудзиямы Сугавой Тёносукэ, японским помощником русского ботаника Карла Максимовича (который был ограничен властями в передвижениях по Японии). Названа в честь последнего.

## Распространение и среда обитания
Эндемик Японии. Растёт в горах Яцугатакэ, на горе Сэндзёгатакэ в центре острова Хонсю, на высоте 1100—2000 м над уровнем моря.

## Описание вида
Вечнозелёное дерево до 30 м высотой и диаметром ствола до 100 см, с узкой, но густой кроной.
Кора серо-коричневая, трещиноватая.
Ветви светло-серовато-коричневые, голые.
Хвоя 10—20 мм длиной и около 1 мм шириной, тёмно-зелёная, кожистая, прямая, в сечении ромбовидная, на верхушке затупленная, с двумя — пятью устьичными линиями на всех
сторонах, мягкая на ощупь.
Почки очень мелкие (до 5 мм длиной), яйцеобразные, с острым верхом, довольно смолистые, с прижатыми чешуйками, пурпурно-коричневые. Цветение с мая по июнь.
Шишки 3—7 см длиной, 1,4—2,7 см толщиной, яйцевидно-веретенообразные, их чешуи по верхнему краю слегка обрубленные, немного волнистые. Семена около 4 мм длиной и 2 мм толщиной, яйцеобразно-продолговатые, серо-коричневые со светло-коричневыми крыльями, которые в 2 раза их длиннее.

## Ботаническая классификация
Несмотря на ограниченность ареала, иногда разделяется на две разновидности 
- Abies maximowiczii var. maximowiczii
- Abies maximowiczii var. senanensis

### Синонимы
На основе базы данных The Plant List:
- Abies maximowiczii R.Neumann ex Parl.
- Abies obovata var. japonica Maxim.
- Picea excelsa f. japonica (Maxim.) Beissn.
- Picea obovata var. japonica (Maxim.) Beissn.
- Picea tschonoskii Mayr